# 香港海岸公園
香港海岸公園指由香港政府將未開發的海域劃定，作為康樂及保育用途的公園。
香港政府在1995年制定《海岸公園條例》，給予漁農自然護理署法定權力，將香港數個海域劃為海岸公園和海岸保護區。在1996年7月頒布的《海岸公園及海岸保護區規例》，限制了可以在海岸公園和海岸保護區內進行的活動（例如不能捕魚）。成立海岸公園的目的，是為了保護海洋生物、教育市民及提供康樂。截至2020年，香港共有6個海岸公園及1個海岸保護區，且另有2個倡議中的海岸公園。

## 海岸公園列表
| 名稱         | 劃定日期       | 面積（公頃） | 位置                 |
| ------------ | -------------- | ------------ | -------------------- |
| 海下灣       | 1996年7月5日   | 260          | 海下灣               |
| 印洲塘       | 1996年7月5日   | 680          | 印洲塘               |
| 沙洲及龍鼓洲 | 1996年11月20日 | 1,200        | 沙洲及龍鼓洲附近海域 |
| 東平洲       | 2001年11月16日 | 270          | 東平洲附近海域       |
| 大小磨刀     | 2016年12月30日 | 970          | 大小磨刀附近海域     |
| 大嶼山西南   | 2020年4月1日   | 650          | 分流附近海域         |
| 南大嶼       | 2022年6月30日  | 2,067        | 索罟群島附近海域     |
| 北大嶼       | 2024年11月1日  | 2,400        | 機場第三跑道以北     |
| 牛尾海       | 暫停籌備       | 1,000        | 牛尾海               |

## 海岸保護區列表
| 名稱 | 劃定日期     | 面積（公頃） | 位置         |
| ---- | ------------ | ------------ | ------------ |
| 鶴咀 | 1996年7月1日 | 20           | 鶴咀附近海域 |

## 外部連結
- 漁農自然護理署－指定的海岸公園及海岸保護區 （页面存档备份，存于）
- 第476章《海岸公園條例》 （页面存档备份，存于）
- 第476A章《海岸公園及海岸保護區規例》